# Kanari Hamaguchi
Pour les articles homonymes, voir Hamaguchi.
Kanari Hamaguchi (濱口華菜里, Hamaguchi Kanari) est une ancienne joueuse de volley-ball japonaise, née le 29 août 1985, à Isahaya, au Japon. Elle mesure 1,67 m et jouait au poste de libero. Elle a totalisé 49 sélections en équipe du Japon.

## Clubs
| Club                    | De        | À         |
| ----------------------- | --------- | --------- |
| Kyushubunka High School |           | 2003-2004 |
| Toray Arrows            | 2004-2005 | 2012-2013 |

## Palmarès

### Clubs
- V Première Ligue
  - Vainqueur : 2008, 2009, 2010, 2012.
  - Finaliste : 2011, 2013.
- Tournoi de Kurowashiki
  - Vainqueur : 2009, 2010.
  - Finaliste : 2012.
- Coupe de l'impératrice
  - Vainqueur : 2007, 2011.
  - Finaliste : 2010, 2012.
- Championnat AVC des clubs
  - Finaliste : 2012.

### Distinctions individuelles
- Championnat féminin AVC des clubs 2008: Meilleure libero.